# Pierre-César Abeille
Pour les articles homonymes, voir Abeille (homonymie).
Pierre-César Abeille (Salon-de-Provence, 24 février 1674 - Bordeaux, 19 avril 1740) est un compositeur et maître de chapelle français. Baptisé le 24 février 1674 à Salon-de-Provence, il est le de fils du notaire royal Jean Abeille et de Lucrèce Boussière.

## Biographie
Il exerce la fonction de maître de chapelle de la cathédrale Saint-Trophime d'Arles du 10 mars 1699 au 11 mai 1700. En 1713, jusqu'au 22 mars, il est (brièvement...) maître de musique de la cathédrale d'Orléans. Il part ensuite pour devenir vicaire de chœur (assistant) et maître de musique de la paroisse royale Saint-Germain-l'Auxerrois à Paris.
A Orléans, il a participé à la composition de : Cantiques Spirituels De La Composition Du Sr D. G. Les Basses des quels pour la plus grande partie ont Eté faite par Messieurs Collesse Le Pere et Abeille Depuis Lannee 1700 Jusquen 1726 quils ont Eté achevez Destre Composez. [sic] (Orléans, Ms., XVIIIe siècle, 120 p.).
Antoine Colesse était organiste de la cathédrale d'Orléans. Les membres de cette dynastie d'organistes exercèrent entre autres à Orléans, aux XVIIe et XVIIIe siècles.
En 1718, Pierre-César Abeille collabore avec André Campra pour la composition de L'art de vivre heureux. Ballet écrit pour le collège jésuite Louis le Grand, représenté le 3 août 1718. L'œuvre (perdue) terminait la tragédie Hermenigildus martyr du Père Charles Porée.
Il est également l'auteur de nombreuses pièces dans les Recueils d'Airs sérieux et à boire, de différents auteurs, publications mensuelles de Ballard, entre 1706 et 1718.
Le 29 juin 1733 à Bordeaux, Pierre-César Abeille confie le manuscrit de son Miserere mihi à M. Albert, basse-taille et musicien du Concert de Marseille. Il n'est plus fait mention de lui par la suite.

## Œuvres
- Miserere mihi (Psaume 50), grand motet pour chœur à 5 voix, soli, et orchestre à 5 parties également (ms. autographe, 1733). Donné au Concert spirituel des Tuileries.
- Les 150 psaumes de David en 2 volumes dédiés à Madame de Maintenon.

Pierre-César Abeille y met en musique la Paraphrase des Pseaumes de David (1648) d'Antoine Godeau, évêque de Vence et de Grasse. D'une facture très variée, ces 150 courtes pièces sont principalement composées de duos et de trios avec basse continue. Certains psaumes comportent également des chœurs et un accompagnement instrumental (ms., vers 1690-1710).
- Des basses continues pour les Cantiques spirituels du Sr D. G., amateur orléanais (v. 1713 ?).
- Actéon, Cantate burlesque (et grivoise), pour une voix de basse, violon ou hautbois et basse continue (ms., vers 1710-1715).
- Recueil d'Airs sérieux et à boire, de différents auteurs pour l'année... (publications à Paris par Ballard ; le nom d'Abeille apparaît en 1706-1710, 1715, 1717, 1718). Avec rééditions en 1708 et 1709 (Augmenté considérablement de différents airs manuscrits des plus habiles maîtres), À Amsterdam, Chez Étienne Roger.
- Son nom apparaît également dans : Recueils d’airs ajoutez a différents opéra pendant les années 1708 et 1709, Paris, Ch. Ballard, 1710.

## Discographie
- Actéon dans "Vasta Reine de Bordélie" d'Alexis Piron, Guillaume Durand, Ensemble Almazis, Iakovos Pappas, Maguelone 2018.